# Pseudopamera nitidicollis
Pseudopamera nitidicollis är en insektsart som först beskrevs av Carl Stål 1874.  Pseudopamera nitidicollis ingår i släktet Pseudopamera och familjen Rhyparochromidae. Inga underarter finns listade i Catalogue of Life.